# Myoporum turbinatum
Myoporum turbinatum är en flenörtsväxtart som beskrevs av R.J. Chinnock. Myoporum turbinatum ingår i släktet Myoporum och familjen flenörtsväxter. Inga underarter finns listade i Catalogue of Life.